# 7 seven
Albums de Nanase Aikawa
Purana
(2001) Reborn
(2009)
Singles
7 seven est le 6e album de Nanase Aikawa, sorti sous le label Avex Trax le 18 février 2004 au Japon. Il atteint la 33e place du classement de l'Oricon et reste classé pendant 3 semaines.

## Liste des titres
| 1.  | Lie Lie Lie                                         | 4:21 |
| 2.  | R-Shitei (R-指定)                                   | 3:28 |
| 3.  | Blue Knife                                          | 4:52 |
| 4.  | Renai Taishitsu (れなイ体質)                        | 3:04 |
| 5.  | Black Angel                                         | 4:08 |
| 6.  | Mokka no Koibito (目下の恋人)                       | 3:00 |
| 7.  | Dahlia -She Knows Love- (ダリア -She Knows Love-)   | 4:54 |
| 8.  | Ai no Uta: Magenta Rain (愛ノ詩 -マジェンタレイン-) | 5:56 |
| 9.  | Natsu no Hi no Choral (夏の日のコーラル)            | 4:33 |
| 10. | Hi wo Tsukero Baby!! (火をつけろベイビ!!)           | 4:20 |
| 11. | Toki no Kaze (時の風)                               | 5:13 |
| 12. | Night Rainbow                                       | 4:27 |
| 13. | Shock of Love (Bonus Track)                         | 5:16 |

| 1. | R-Shitei (R-version) (PV)                       |  |
| 2. | Oh My Little Girl (acoustic cover session clip) |  |